# Naytia granulosa
Naytia granulosa là một loài ốc biển, là động vật thân mềm chân bụng sống ở biển thuộc họ Nassariidae.

## Miêu tả
Kích thước vỏ ốc khoảng 16 mm và 34 mm.

## Phân bố
Loài này phân bố ở Đại Tây Dương dọc theo Gabon và Angola